# Lånke
Lånke este o localitate din comuna Stjørdal, provincia Nord-Trøndelag, Norvegia, cu o suprafață de 185 km² și o populație de 2.747 locuitori (2013).